# Birespitz
Birespitz är en bergstopp i Schweiz. Den ligger i distriktet Thun och kantonen Bern, i den centrala delen av landet, 27 km söder om huvudstaden Bern. Toppen på Birespitz är 1 937 meter över havet.